# وییپورم
وییپورم (به انگلیسی: Veeyapuram) یک روستا در هند است که در بخش الاپوژا واقع شده‌است.

## خصوصیات
وییپورم ۱۲٬۰۰۳ نفر جمعیت دارد.